# 架空戦記作家一覧
架空戦記作家一覧（かくうせんきさっかいちらん）は、商業作品として架空戦記（仮想戦記）を執筆した小説家の一覧である。
Wikipedia内にリンク先が無い赤字作家含む著作情報は外部リンクの国立国会図書館での検索もご利用ください。

## 日本

### あ行
- 青木基行
- 青山智樹
- 安芸一穂
- 秋月達郎
- 秋山康郎
- 荒川佳夫
- 荒巻義雄
- 和泉祐司
- 稲葉稔
- 猪野清秀
- 井上淳
- 井上秀夫
- 伊吹秀明
- 内田弘樹
- 梅本弘
- 大石英司
- 大村芳弘
- 大山格
- 緒方康生
- 岡本好古
- 奥田誠治

### か行
- 陰山琢磨
- 風間一郎
- 賀東招二
- 茅田砂胡
- カルロ・ゼン
- かわぐちかいじ
- 川南誠
- 川又千秋
- 砧大蔵
- 清谷信一
- 霧島那智
- 桐野作人
- 草薙圭一郎

### さ行
- 佐々木譲
- 佐々木裕一
- 佐治芳彦
- 佐藤大輔
- 佐藤俊之
- 佐原晃
- 志真元
- 志茂田景樹
- 子竜蛍
- 菅谷充

### た行
- 高木彬光
- 高嶋規之
- 高貫布士
- 鷹見一幸
- 竹内誠
- 田中光二
- 田中崇博
- 田中芳樹
- 谷甲州
- 谷恒生
- 檀良彦
- 辻真先
- 椿浩一
- 富永浩史
- 豊田有恒

### な行
- 中岡潤一郎
- 中里融司
- 仲路さとる
- 夏見正隆
- 奈良谷隆
- 鳴海章
- 野島好夫

### は行
- 橋本純
- 華岡紫陽
- 馬場祥弘
- 林信吾
- 林譲治
- 原田治
- 遥士伸
- 百田尚樹
- 檜山良昭
- 日向仁
- 福田誠
- 福井晴敏
- 古川愛哲

### ま行
- 松本裕二
- 三木原慧一
- 光瀬龍
- 三野正洋
- 森詠

### や行
- 矢矧零士
- 山崎晴哉
- 山田正紀
- 山本恵三
- 横山信義
- 吉岡平
- 吉岡道夫
- 吉田親司

### ら行
- 羅門祐人

### わ行
- 渡辺龍二

## 海外

### ア行
- ピーター・アルバーノ

### カ行
- トム・クランシー

### ハ行
- ヘクター・C・バイウォーター